# Alexander Strähuber

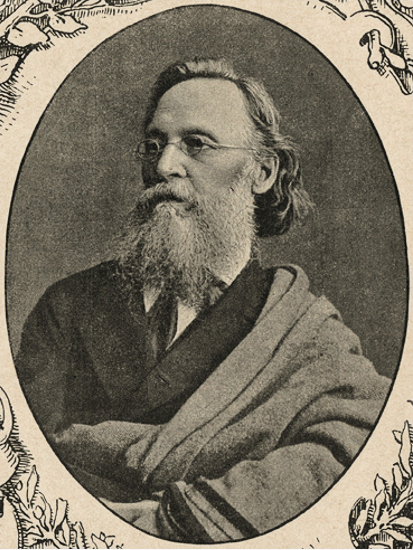
Alexander Strähuber

Alexander Strähuber (* 28. Februar 1814 in Mondsee, Salzkammergut; † 31. Dezember 1882 in München) war ein deutscher Historienmaler. Von 1865 bis 1882 war er Professor an der Königlichen Kunstakademie München.

## Leben und Werk
Alexander Strähuber war der Sohn eines fürstlich-wrede’schen Stallmeisters. Mit sieben Jahren kam er mit seinen Eltern nach München und besuchte zunächst ein Gymnasium, das er jedoch bald verließ, weil er zeichnerisch begabt war. Zur Vorbereitung auf die Künstlerlaufbahn wechselte er an die 1827 gegründete Polytechnische Schule, wo er u. a. Zeichenunterricht von Joseph Anton Rhomberg und Hermann Joseph Mitterer erhielt. 1829 immatrikulierte er sich an der Königlichen Kunstakademie und wurde Schüler von Heinrich Hess und Clemens von Zimmermann sowie des Nazareners Julius Schnorr von Carolsfeld. Dieser übertrug ihm einzelne Aufträge bei der Ausmalung des Königsbaus der Münchner Residenz. 1862 wirkte Strähuber zunächst als Hilfslehrer an der Akademie, 1865 wurde er zum Professor ernannt. Mit Johann Georg Hiltensperger und Hermann Anschütz unterrichtete er die Antikenklasse. Zu seinen Schülern gehörten u. a. Wilhelm Leibl, Franz Widnmann, Julian Fałat und Robert Raudner.
Neben Gemälden schuf Strähuber zahlreiche religiöse Zeichnungen sowie Entwürfe für Glasfenster, u. a. für das Glasmaleratelier Max Ainmiller. Außerdem illustrierte er religiöse Bücher. 1879 wurde er mit dem Ritterkreuz I. Klasse des Ordens des hl. Michael ausgezeichnet. 1860 gehörte Strähuber zu den Gründungsmitgliedern des Münchner Vereins für Christliche Kunst, dessen 1. Vorstand er von 1866 bis zu seinem Tod 1882 war. 1947 wurde im Münchner Stadtteil Solln die Strähuberstraße nach ihm benannt.
Seiner 1844 geschlossenen Ehe mit Magdalena Stahl, Tochter eines königlich bayerischen Hofmusicus, entstammten die Söhne
- Max Strähuber, studierte Theologie und war danach Kaplan in St. Ludwig; befasste sich auch mit naturwissenschaftlichen Studien
- Sigmund Strähuber,[2] Professor an der Königlichen Kunstgewerbeschule München in München
- Julius Strähuber, studierte am Münchner Polytechnikum